# Dainava (Kaunas)

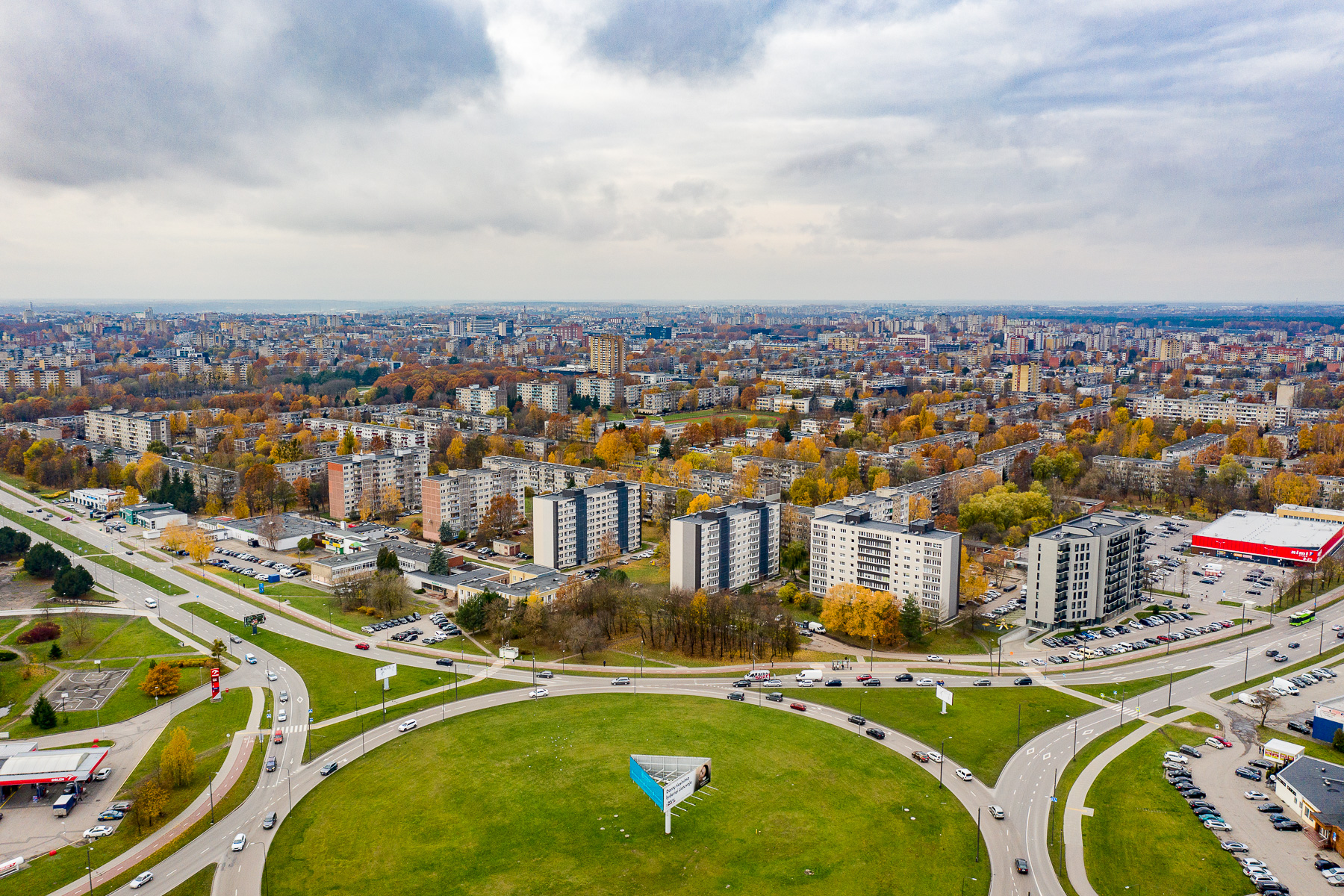
Wohngebiet

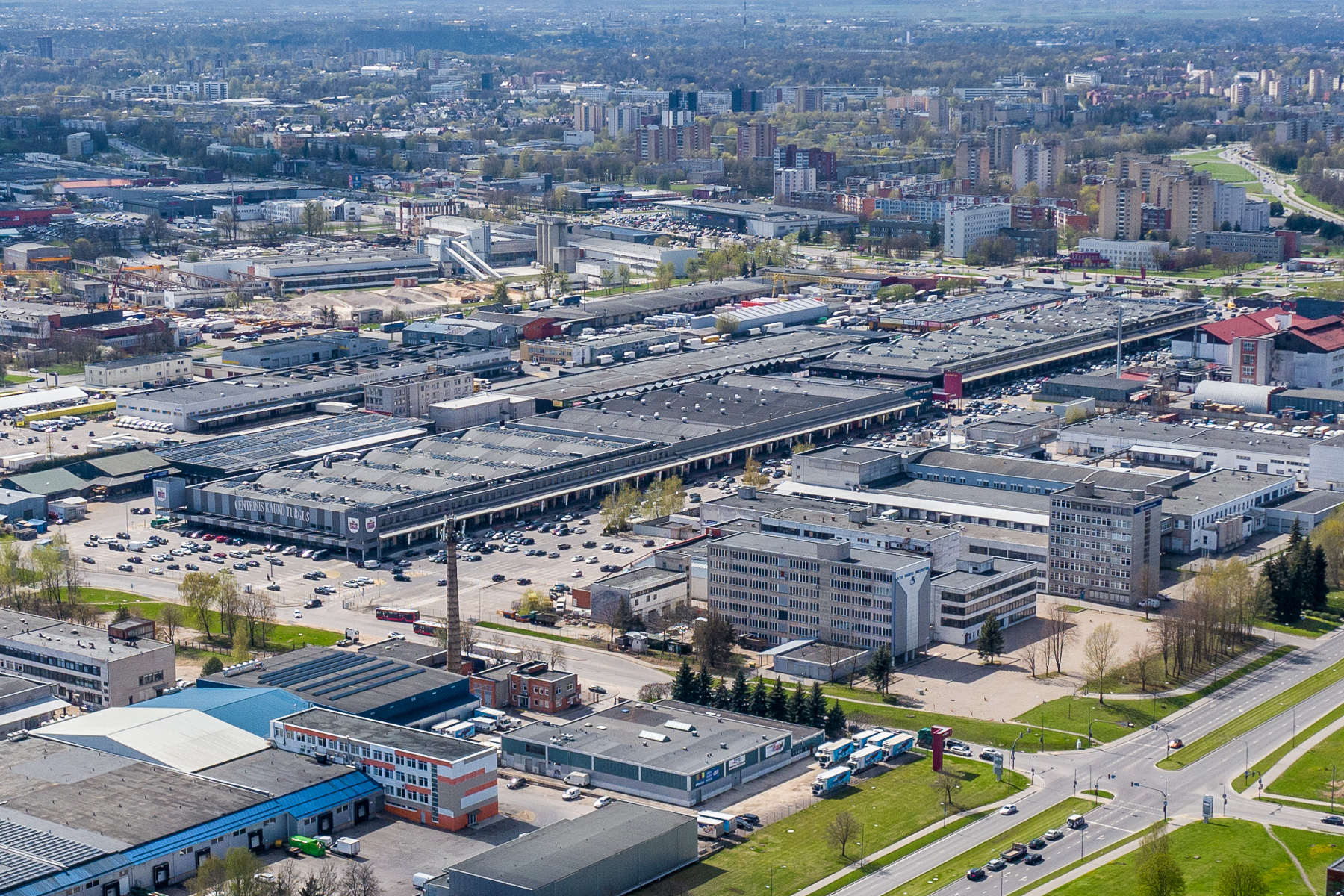
Markt Urmo bazė

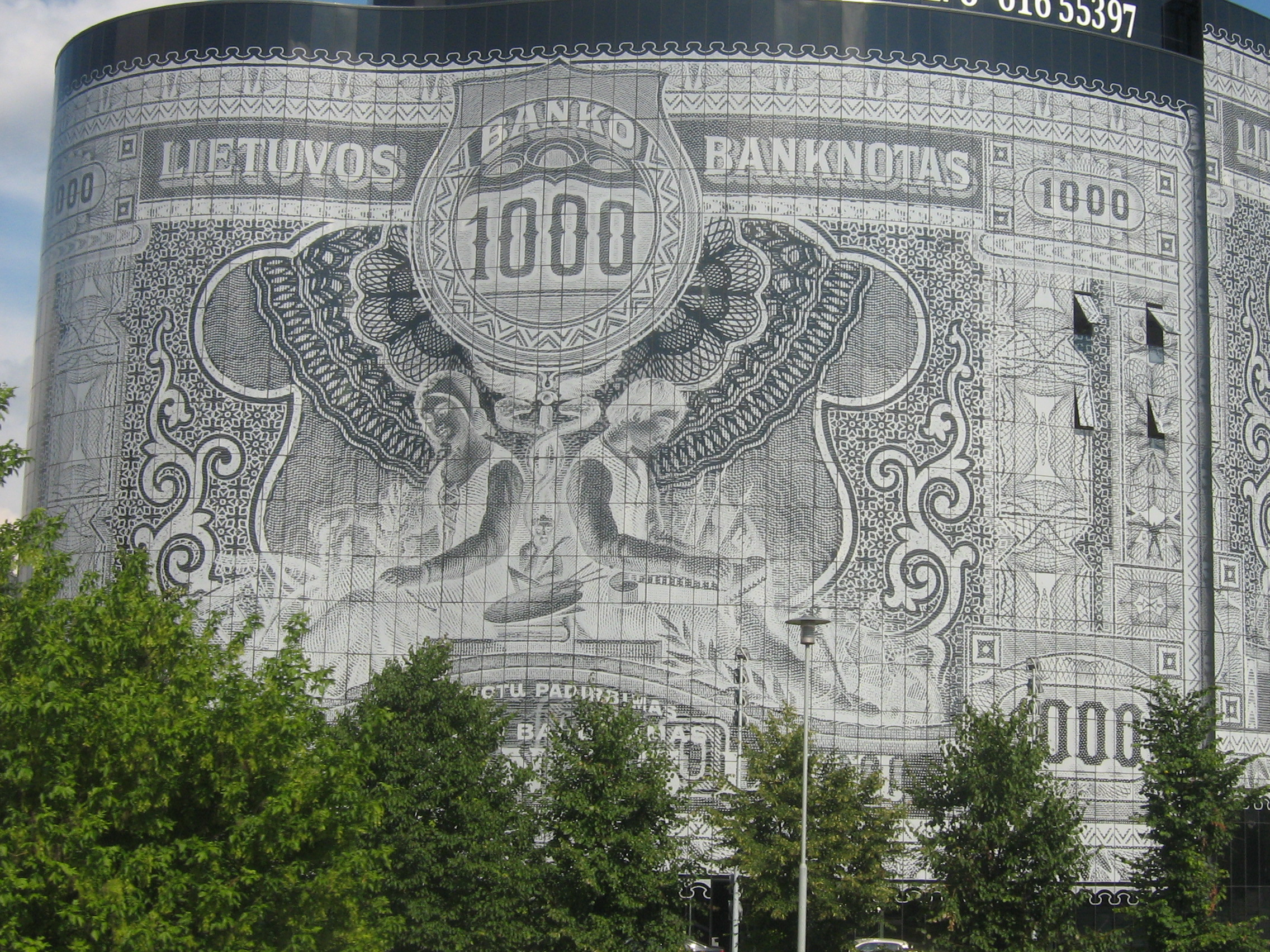
Bürogebäude Business Center 1000

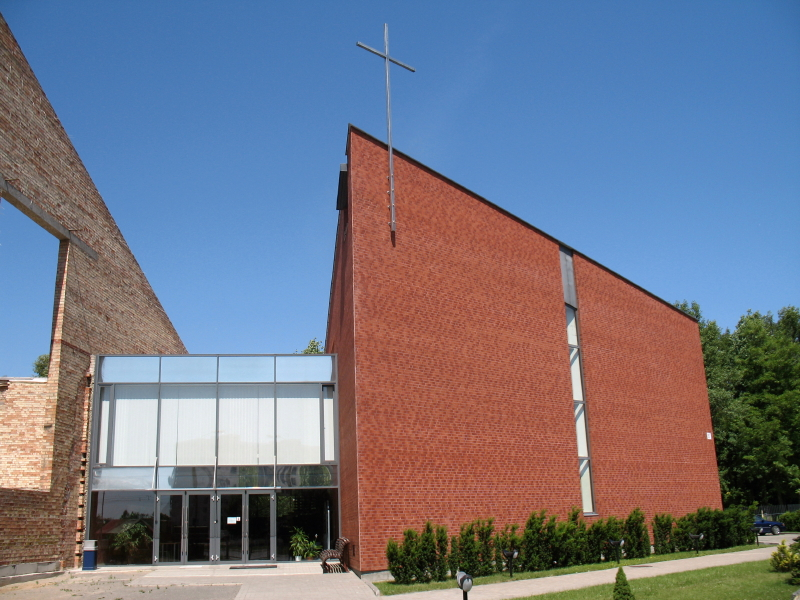
Katholische Kirche in Dainava

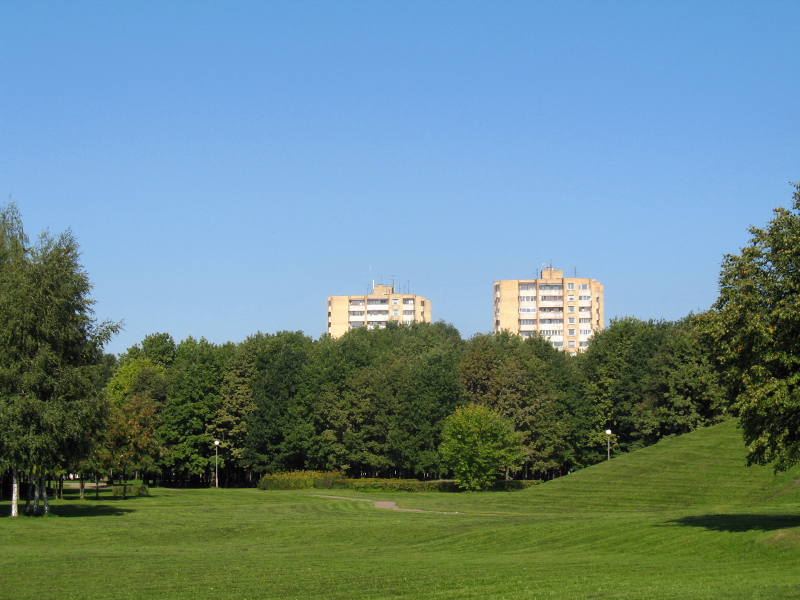
Draugystės-Park

Dainava ist ein Stadtteil von Kaunas, der zweitgrößten Stadt Litauens, am linken Flussufer der Memel und Sitz des Amtsbezirks Dainava. Benannt wurde der Ort nach dem litauischen historischen Land Dainava. Die Fläche des Stadtbezirks beträgt  5,28 Quadratkilometer. Hier wohnen etwa 54.000 Einwohner, die ihren Wohnsitz gemeldet haben. In Dainava sind in diesem Stadtteil 242 Ein-/Zweifamilienhäuser und 385 Mehrfamilienhäuser entstanden.

## Geschichte
1927 wurde das Dorf Dainava gegründet.
1963 begann man mit dem Bau des Rajons. Die Architekten waren Neringa Dičiuvienė, Reda Dringelienė, Alvydas Pranas Steponavičius, Raimonda Augustienė und Gražina Miškinienė. Seit 1967 gibt es eine Bibliothek. 1973 errichtete man hier den Draugystė-Park und den Dainava-Park.

## Bildung
Hier gibt es viele Bildungseinrichtungen: die Hochschule Kolleg Kaunas, einige Schulen wie die katholische Juozas-Urbšys-Hauptschule und die Bernardas-Brazdžionis-Schule (Hauptschule), das Progymnasium Dainava und das Viktoras-Kuprevičius-Progymnasium, zwei Jugendschulen, acht Kinderkrippen-Kindergärten, Kunst-Kindergarten Etiudas, zwei Kindergärten-Schulen, eine Musikschule, drei Zentren der nichtformalen Bildung, das Kinderheim Atžalynas, fünf Berufsschulen. 

## Organisationen
In Dainava gibt es eine Abteilung der kommunalen Poliklinik (eine Filiale von Stadtpoliklinik Kaunas, früher eine separate Poliklinik), den Markt Urmo bazė, ein Business-Center, die katholische Kirche (gebaut 2008) und zwei andere christlichen Kirchen.

## Personen
- Silvester Belt (* 1997), Sänger und Songschreiber, litauischer Vertreter beim Eurovision Song Contest 2024